# Saint-Fiacre (Senna e Marna)
Saint-Fiacre è un comune francese di 382 abitanti situato nel dipartimento di Senna e Marna nella regione dell'Île-de-France.

## Società

### Evoluzione demografica
Abitanti censiti

## Saint-Fiacre nella letteratura
Lo scrittore Georges Simenon fa "nascere" in questo comune il commissario Jules Maigret, personaggio di fantasia protagonista dell'omonima catena di romanzi gialli.